# Christuskirche (Wittlich)

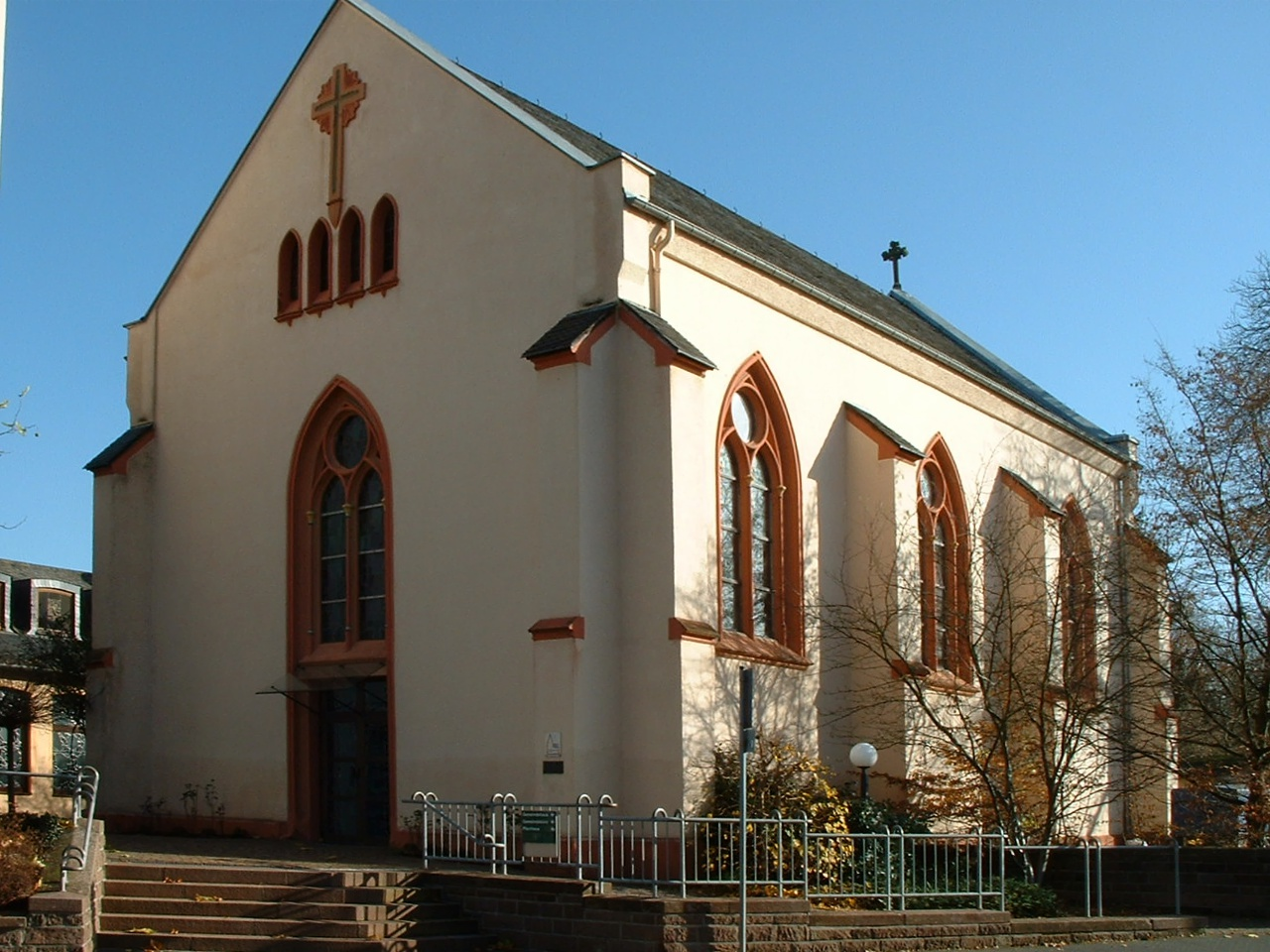
Außenansicht

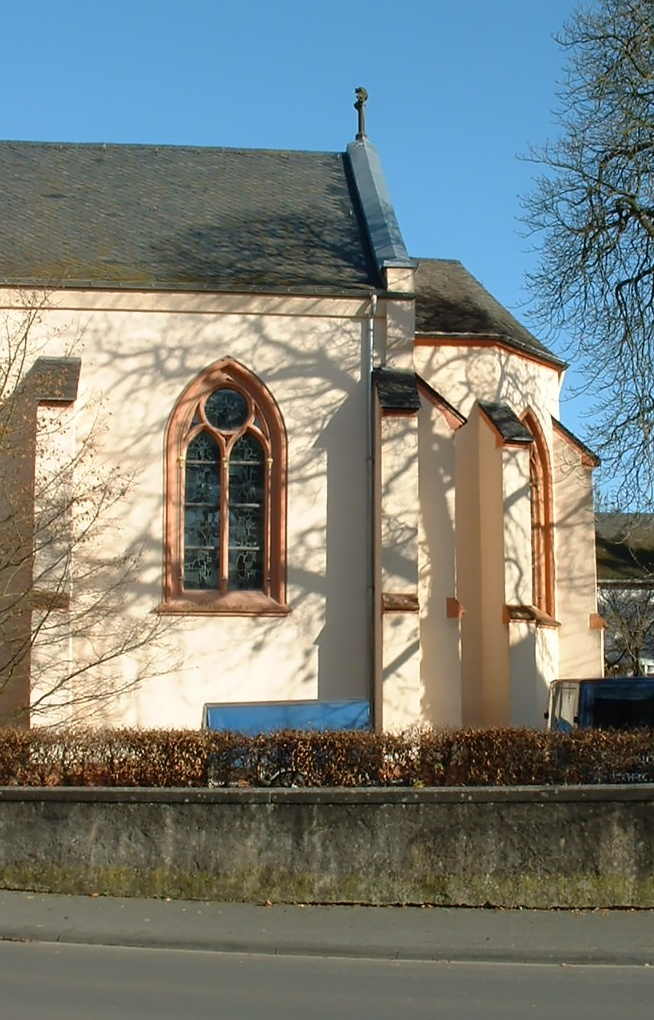
Chor von außen

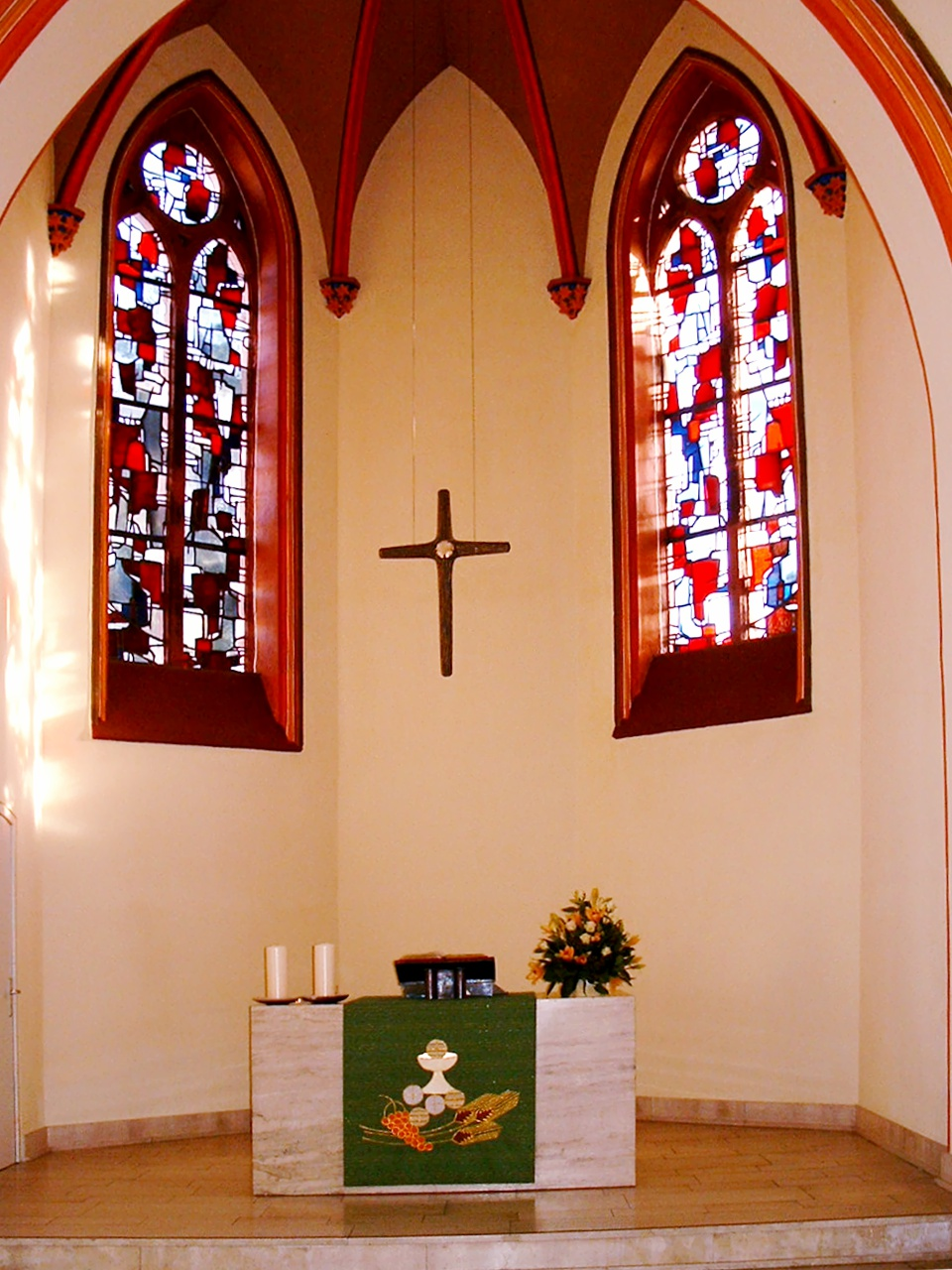
Chor von innen

Die Christuskirche ist eine Kirche der Evangelischen Kirchengemeinde Wittlich im Kirchenkreis Trier der Rheinischen Landeskirche. Sie gehört zu den ältesten evangelischen Kirchenneubauten im preußischen Rheinland, wurde im Zweiten Weltkrieg weitgehend zerstört und nach dem Krieg vereinfacht wiederaufgebaut.

## Geschichte
Nachdem nach dem Wiener Kongress die Eifel zu Preußen kam, ließen sich ab 1815 allmählich Evangelische, meist preußische Beamte, im bislang rein katholischen Gebiet um Wittlich und Daun in der Südeifel nieder. Sie gehörten kirchenrechtlich zunächst zur Kirchengemeinde Mülheim an der Mosel, später zur neugegründeten Kirchengemeinde Prüm. Seit 1852 erfolgte die seelsorgerische Betreuung durch einen Pfarrverweser, im gleichen Jahr wurde im Gendarmeriegebäude ein Betsaal eingerichtet. Die Wittlicher Kirchengemeinde wurde am 20. Mai 1858 selbständig. Unmittelbar danach erfolgte die Grundsteinlegung zum Kirchenbau. Gleichwohl wurde die Kirche aufgrund finanzieller Probleme erst drei Jahre später fertiggestellt. Mit dem Kirchenbau begann die Ausdehnung der Stadt Wittlich in das Vorland. Es folgten in den nächsten Jahren das St.-Elisabeth-Krankenhaus und das Gefängnis.

## Architektur und Ausstattung

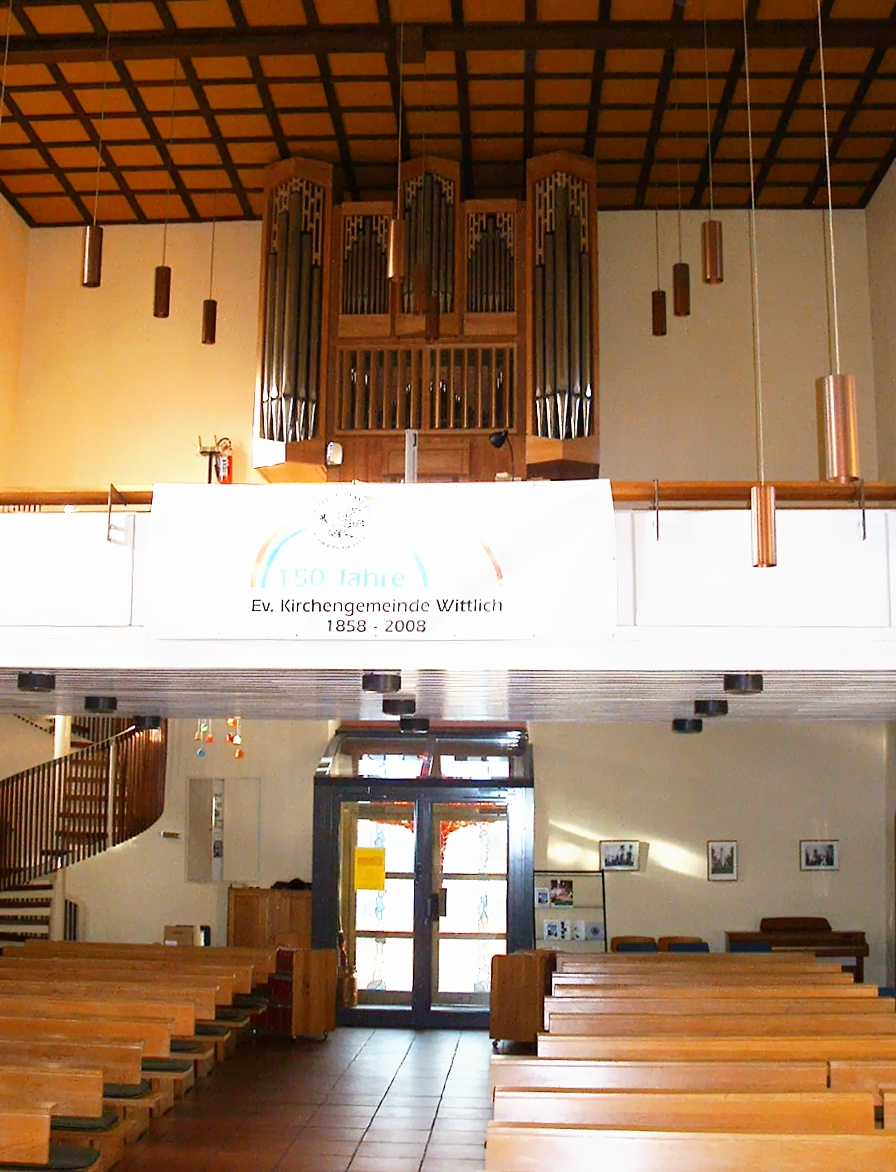
Orgelempore und Orgel

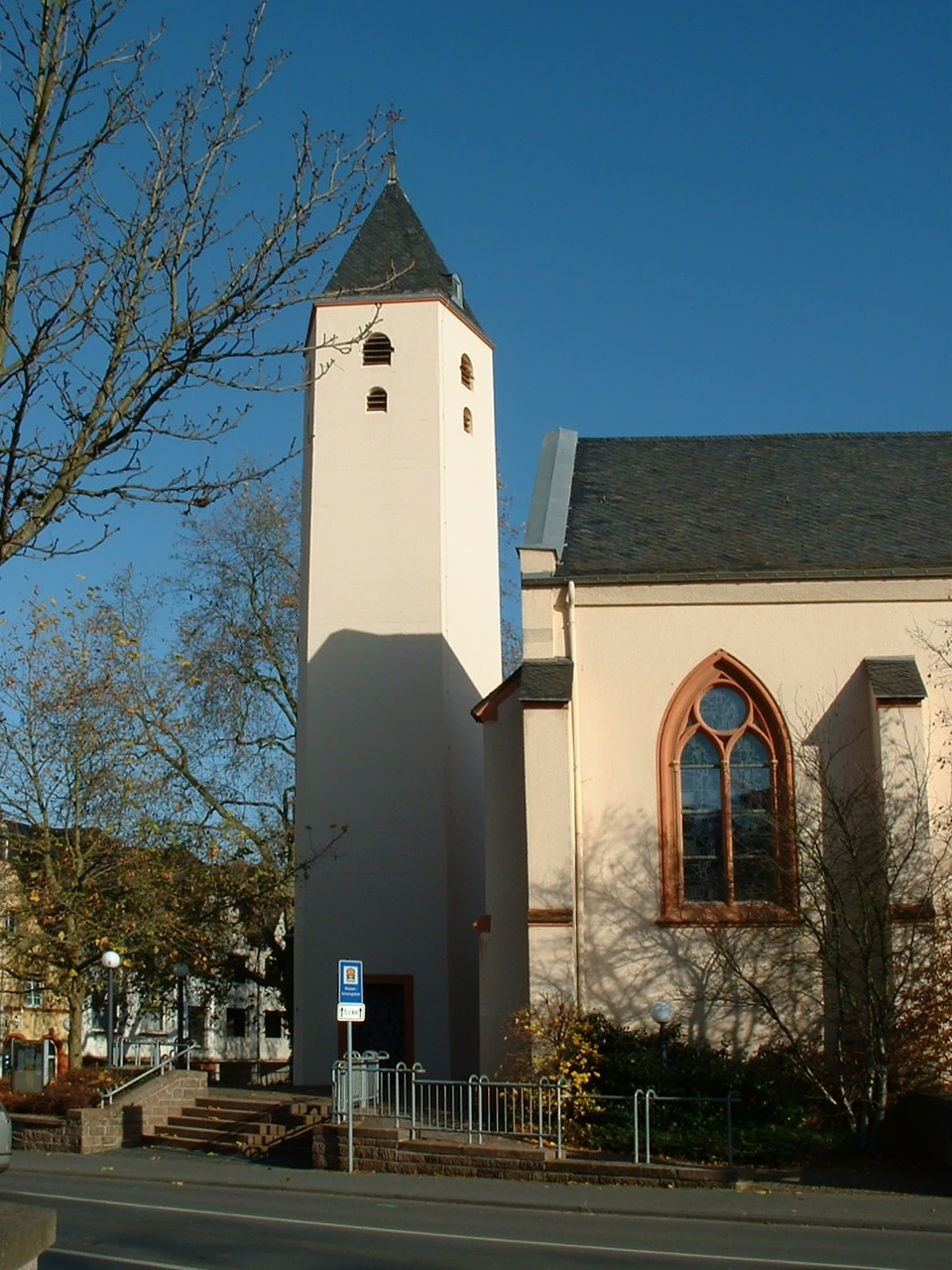
Turm

Die Kirche wurde am damaligen Stadtrand der Stadt Wittlich errichtet, ein seinerzeit typischer Standort für den Neubau einer evangelischen Kirche in der Diaspora. Der Bau aus Bruchsteinen mit Architekturteilen aus rotem Sandstein, ohne Turm und mit eingezogenem 5/8-Chor erfolgte nach Plänen des Kommunalbaumeisters Gerhard aus Mönchengladbach mit Abänderungen durch die Bauräte Stiller aus Berlin und Hoff aus Trier. Dem Architekturkonzept der Kirche liegt das 1858 veröffentlichte Eisenacher Regulativ zugrunde, in dem die Lage von Chor, Kanzel und Orgel geregelt ist, sowie der mittelalterliche, meist neugotische Baustil der Kirche vorgeschrieben wird.
Der Chorraum war eingewölbt, der Innenraum war ursprünglich mit einer flachen, gefassten Kassettendecke gedeckt. Das Geläut hing in einem Dachreiter über dem Westgiebel. Die Chorapsis war um drei Stufen erhöht, die Kanzel stand am Triumphbogen und das Kirchengestühl bestand aus zwei Blöcken gerader Querbänke. Die bald nach der Einweihung angeschaffte Orgel mit gotisierendem Prospekt wurde auf der Querempore an der Westseite des Kirchenraumes aufgestellt.
Im März 1945 wurde die Kirche bei den Kampfhandlungen zum Ende des Zweiten Weltkriegs erheblich beschädigt. Nach Beseitigung der Kriegsschäden wurde das Bauensemble 1954 durch einen Saal ergänzt und 1963 renoviert. In diesem Zusammenhang erhielt die Kirche eine Neuausmalung und eine modernisierte Ausstattung. Als Ersatz des ursprünglichen Dachreiters wurde 1960 durch Heinrich Otto Vogel ein fünfseitiger freistehender Glockenturm erstellt.

## Nutzung
Die Kirche ist die Hauptkirche (von zwei Kirchen) der evangelischen Kirchengemeinde Wittlich. Es finden regelmäßig Gottesdienste an Sonntagen und kirchlichen Festtagen statt. Weiterhin wird die Kirche für Konzerte, Ausstellungen und ein reiches Gemeindeleben genutzt. Die Kirche ist barrierefrei zugänglich sowie mit Induktionsanlage für Hörgeräte ausgestattet.